# Fantômas (együttes)
A Fantômas egy amerikai rock/metal együttes. 1998-ban alakultak meg Kaliforniában.
Tagok: Dave Lombardo, Mike Patton, Trevor Dunn és Buzz Osborne. A zenekar a Slayer, a Faith No More, a Melvins és a Mr. Bungle tagjaiból áll. Avantgárd metalt, experimental (kísérletezős) rockot és alternatív metalt játszanak. Nevüket egy francia képregényszereplőről kapták.
Az összes albumuk különféle témákról szól: a legelső, önmagukról elnevezett lemezen a képregény szereplőről szólnak a dalaik, a második nagylemezükön jól ismert filmek főcímdalait játszották el, a harmadik stúdióalbumukon anesztézia nélküli műtétről énekelnek, míg az utolsó albumukat a rajzfilmek és japán animék hangulata hatja át.

## Diszkográfia
Stúdióalbumok
- Fantômas (1999)
- The Director's Cut (2001)
- Delìrium Còrdia (2004)
- Suspended Animation (2005)